# Hylettus viridis
Hylettus viridis là một loài bọ cánh cứng trong họ Cerambycidae.